# Hujariyya

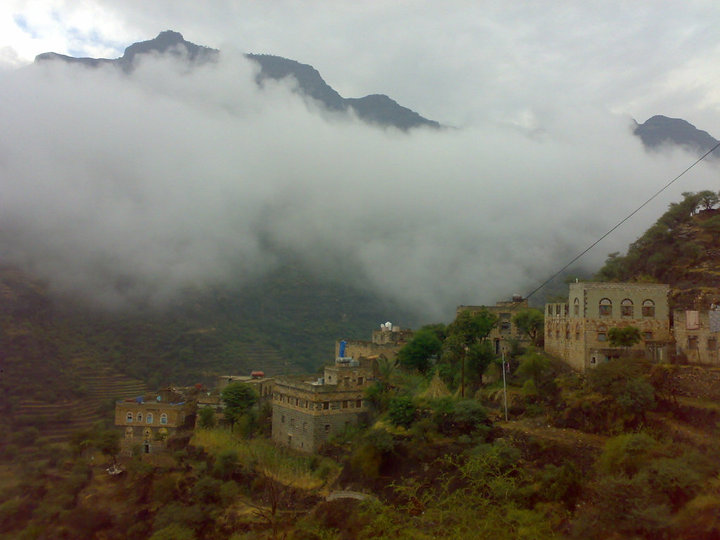
Village de la région de Hujariyya en 2008.

Hujariyya (arabe : الحجرية) ou Ḥud̲j̲riyya, aussi appelée Mikhlaf al-Maʿafir (arabe : مخلاف المعافر), Maʿafir et Mapharitis (grec ancien : Μαφαρῖτις), est une région montagneuse du Yémen, située pour la plus grande partie dans l'actuel gouvernorat de Ta'izz et débordant sur celui de Lahij. Elle abrite plusieurs anciennes forteresses et sites archéologiques. Jusqu'en 1990, elle marquait la frontière entre le Yémen du Nord et le Yémen du Sud.

## Géographie
C'est une région montagneuse, située dans la partie la plus méridionale des monts Sarawat. Ses principaux massifs sont les monts Yousifîn, A'rooq et Hisn al-Samdan.
Elle comprend les districts d'al-Ma'afer, al-Mawasit, Jabal Habashi, ash-Shamaytan, as-Silw, al-Wazi'iah (gouvernorat de Ta'izz), al-Qabitah et al-Maqatriah (gouvernorat de Lahij).
C'est une région entièrement montagneuse et bien cultivée en café, céréales et bétail. En 1952, sa population était de 192 392 habitants.
Ses principaux sites archéologiques connus sont les châteaux de Dolmolwah, Ibn al-Moghalis, Sodan (al-Maqatirah), Jabal Thokhr et Kharbat Saloq.

## Langue et dialecte
Au Xe siècle, les habitants de Hujariyya étaient réputés parler un « langage incompréhensible » pour les Arabes. La négation daw, qui a subsisté dans le dialecte local, pourrait être une survivance du himyarite.
L'arabe dialectal de Hujariyya présente un certain nombre de particularismes. Le Qāf s'y prononce comme un Ġayn, comme en arabe égyptien et le Jīm se prononce comme une consonne occlusive vélaire voisée /ɡ/, autre trait commun avec l'arabe égyptien.

## Histoire

### Antiquité préislamique

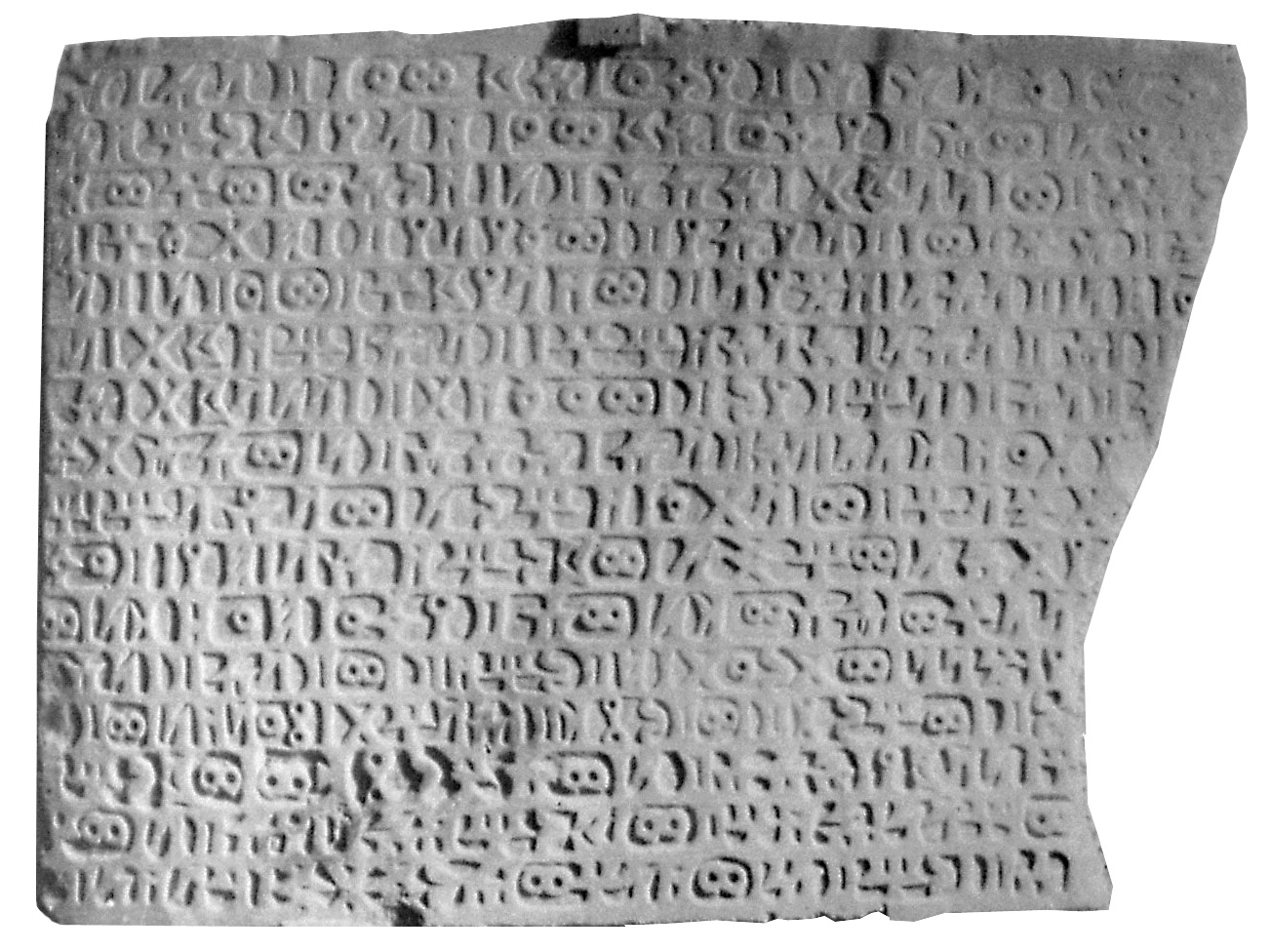
Ancienne inscription sudarabique (RES 3904) mentionnant Ma'afir.

Sous le nom de Maʿafir, la région est citée dans plusieurs textes anciens en alphabet sudarabique. Le plus ancien, daté du VIIe siècle av. J.-C., est connu comme Naqsh an-Nasr ou « inscription de la Victoire » : le roi Karib'il Watar fait le récit de ses huit campagnes victorieuses ; lors de la première, il s'empare des cités de Ma'afir, faisant 3 000 tués et 8 000 prisonniers ; ses campagnes suivantes, tournées contre le royaume d'Awsân et d'autres États de la région, sont aussi marquées par des massacres de plusieurs milliers de captifs ; l'archéologue Christian Robin fait toutefois remarquer que ces chiffres semblent excessifs par rapport au potentiel démographique de la région.
La Géographie de Ptolémée parle d'un pays des Maforitae. Le Périple de la mer Érythrée (Ier-IIIe s.) mentionne une cité de Seua, située dans le pays de Mapharitis, qui serait l'actuelle Al-Suwa'a (en). Selon le Périple, le roi de Himyar exerçait sa suzeraineté sur toutes les places marchandes de la côte est-africaine par l'intermédiaire de son vassal, le prince de Ma'afir, qui à son tour sous-traitait ces échanges à la cité de Muza : les marchands arabes de Muza, souvent liés aux Africains par intermariage, « connaissent toute la côte et en comprennent le langage ».

### Moyen Âge

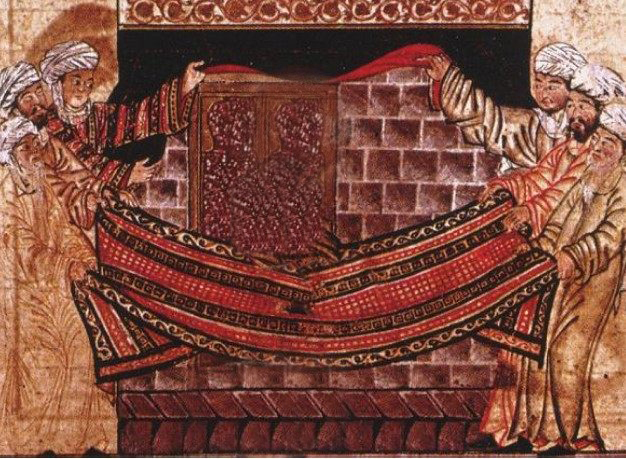
Purification de la Kaaba par Mahomet, miniature persane du Jami al-Tawarikh, v. 1315.

Al-Ma'afir est connue à l'époque de Mahomet pour sa production d'étoffes et ornements ; elle est citée dans un hadîth. Selon une tradition islamique, le roi himyarite ʼAsʿad al-Kamil avait envoyé des tentures d'Al-Ma'afir pour couvrir la Kaaba.
Almanzor (v. 937-1002), régent du califat omeyyade de Cordoue, passait pour descendre d'une lignée yéménite de Ma'afir.

### Époque contemporaine
Dans les années 1830, le gouvernement ottoman demande à Méhémet Ali, pacha d'Égypte, d'entreprendre la reconquête du Yémen qui avait échappé à l'autorité ottomane depuis le XVIIe siècle. Les troupes égyptiennes d'Ibrahim Pacha occupent Hodeïda et, en 1839, tentent de s'emparer de la région fertile de Hujariyya. Cela provoque l'inquiétude de la Compagnie britannique des Indes orientales qui s'était emparée d'Aden en janvier 1839. En 1840, sur la sommation des puissances occidentales, Méhémet Ali doit faire évacuer ses troupes de la péninsule arabique.

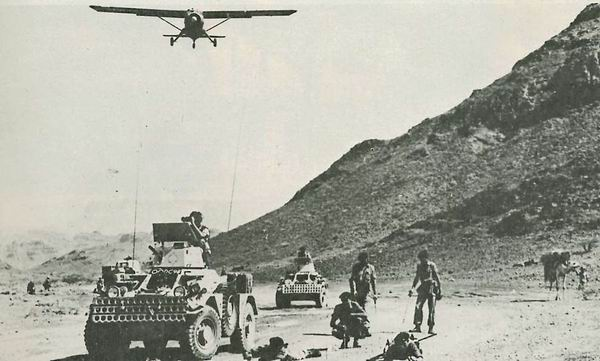
Patrouille britannique procédant à un déminage près de la frontière des deux Yémen, v. 1945.

Entre 1849 et 1872, les Ottomans reprennent le contrôle de la plus grande partie du Yémen qui devient une province, l'eyalet du Yémen puis vilayet du Yémen. En 1873, des accrochages opposent Ottomans et Britanniques dans la région de Hujariyya, proche de l'établissement britannique d'Aden (en), ce qui pousse ces derniers, dans les années 1880 et 1890, à amorcer une délimitation de la frontière et à chercher l'alliance des petits émirats tribaux de ce qui deviendra le protectorat d'Aden : ce sera plus tard la frontière du Yémen du Nord et du Yémen du Sud. La plupart des matelots d'Aden à l'époque britannique sont des Arabes des hautes terres du Yémen qui se disent Adenais de naissance pour éviter des complications administratives mais, en fait, viennent surtout du Yémen ottoman et notamment des tribus de Hujariyya qui sont les Dhubhani, Areiqi et Maqtari.
Dans les campagnes de Hujariyya comme ailleurs au Yémen, il existe des particularismes locaux accusés : notamment, les gens des hautes terres affectent une certaine supériorité sur ceux qui vivent plus bas dans la vallée. Cependant, au début du XXIe siècle, il est devenu rare que les habitants se réclament d'une appartenance tribale.
Pendant la guerre civile yéménite commencée en 2014, certains conseils locaux de Hujariyya prennent les armes pour le parti des houthis alors que d'autres se prononcent pour le gouvernement internationalement reconnu.

## Homonymie
Il convient de ne pas confondre la région montagneuse de Hujariyya avec la hudjariyya ou ĥudjra (chambre à coucher en arabe) : dans l'histoire de l'islam, c'est spécifiquement le nom donné à la chambre de Médine où est mort le prophète Mahomet en 632, et plus tard à la section du palais des Fatimides, au Caire, où résidait une partie de leur garde personnelle au Xe siècle.

### Sources et bibliographie
- (en) Cet article est partiellement ou en totalité issu de l’article de Wikipédia en anglais intitulé « Al-Hujariah » (voir la liste des auteurs) dans sa version du 5 septembre 2020.
- J. Schleifer et L. O. Schuman, “Ḥud̲j̲riyya”, in: Encyclopédie de l’Islam, Brill, 2010
- Laurent Bonnefoy, Franck Mermier et Marine Poirier, Yémen: le tournant révolutionnaire, Karthala, 2011
- G. Mokhtar (dir.), General History of Africa II - Ancient Civilizations of Africa, UNESCO, 1981
- Christian Robin, Quelques épisodes marquants de l'histoire sudarabique. In: Revue du monde musulman et de la Méditerranée, n°61, 1991. L'Arabie antique de Karib'îl à Mahomet - Nouvelles données sur l'histoire des Arabes grâce aux inscriptions, sous la direction de Christian Robin . pp. 55-70